# Polonia Warszawa (szachy)

Klub Szachowy "Polonia" Warszawa – powstały w 2005 r. szachowy klub sportowy, mieszczący się w Warszawie przy ul. Konwiktorskiej 6.
W 2007 r. klub zarejestrowany został w Polskim Związku Szachowym. Zawodnikami KSz Polonii są przede wszystkim byli szachiści KS "Polonii" Warszawa, klubu, który z powodu kłopotów finansowych nie był w stanie zapewnić odpowiednich warunków dla wielokrotnych drużynowych mistrzów Polski i w 2007 r. przekazał uprawnienia do startu w tych rozgrywkach nowemu klubowi. W swoim debiucie w ekstralidze KSz "Polonia" zdobyła w Ustroniu tytuł wicemistrza kraju, w następnym roku zdobywając medal brązowy, a w 2009 r. w Lublinie – złoty. W 2011 r. klub po raz drugi zdobył tytuł drużynowego mistrza Polski.

## Sukcesy
Klub był wielokrotnym medalistą drużynowych mistrzostw Polski. Pierwszy tytuł mistrza kraju zdobył w roku 1959. Po kolejnych 30 latach ponownie awansował do grupy najlepszych szachowych klubów w Polsce, zdobywając w roku 1988 medal brązowy. Od pierwszych lat 90. zdominował rozgrywki o DMP, w latach 1992 – 2006 zdobywając (pod dwuczłonowymi nazwami: Polonia ComputerLand, Polonia PKO BP, Polonia Animex i Polonia Plus GSM) łącznie 14 medali: 9 złotych (w tym ośmiokrotnie z rzędu w latach 1999–2006), 4 srebrne i 1 brązowy.
"Polonia" Warszawa osiągnęła również najlepsze w historii polskich szachów wyniki w rozgrywkach o Klubowy Puchar Europy, w latach 1997, 1999, 2001, 2003 i 2005  pięciokrotnie zdobywając tytuły wicemistrzowskie, a w 2002 r. zajmując III miejsce. W latach 2001–2004 czterokrotnie zdobyła również superpuchar Polski w szachach.